# Laura Campos Ferrer
Laura Campos Ferrer (Montcada i Reixac, 1977) va ser alcaldessa de Montcada i Reixac des de les eleccions municipals del 2015 fins a les del 2023. Veïna de Montcada Centre, el seu pare, Josep Maria Campos, va ser el primer alcalde de la democràcia pel PSUC i es va mantenir al càrrec fins al 1999. Va estudiar a l'escola pública de Montcada. Llicenciada en traducció i interpretació d'anglès i de francès. Ha treballat com a secretària de direcció en un consorci científic. És membre de la comissió política local d'ICV i consellera nacional d'ICV. Laura Campos ha estat simpatitzant d'ICV des de fa més d'una dècada, tot i que es va fer militant recentment. És regidora des del 2008 en substitució de Ramon Sànchez, que va dimitir per motius personal. Ha treballat des de l'oposició en temes de l'Àrea Interna. Va ser elegida per unanimitat com a cap de llista d'Iniciativa. La seva candidatura va aconseguir l'alcaldia gràcies a un sorteig que va decantar del costat d'ICV un regidor més, ja que estaven empatats a vots amb la candidatura de Carme Romero per Ciutadans. Ha estat nomenada alcaldessa amb els 4 vots de la seva coalició, els 3 d'ERC, els 3 de Círculo Montcada i el vot del representant de la CUP.